# Robert Rubens
Pour les articles homonymes, voir Rubens (homonymie).
Robert Rubens dit Bob Rubens est un patineur artistique canadien, vice-champion du Canada en 1975.

## Biographie

### Carrière sportive
Robert Rubens est double médaillé de bronze des championnats du Canada en 1973 et 1974, derrière ses compatriotes Toller Cranston et Ron Shaver, et vice-champion du Canada en 1975 derrière Toller Cranston.
Il représente son pays à trois mondiaux (1973 à Bratislava, 1974 à Munich et 1975 à Colorado Springs). Il ne participe jamais aux Jeux olympiques d'hiver.
Il arrête les compétitions sportives après les mondiaux de 1975.

## Palmarès
| Compétitions principales | 1971    | 1972    | 1973    | 1974    | 1975    |  |  |  |  |  |  |  |  |  |
| Jeux olympiques d'hiver  |         |         |         |         |         |  |  |  |  |  |  |  |  |  |
| Championnats du monde    |         |         | 19e     | 15e     | 18e     |  |  |  |  |  |  |  |  |  |
| Championnats du Canada   | 7e      | 8e      | 3e      | 3e      | 2e      |  |  |  |  |  |  |  |  |  |
|                          |         |         |         |         |         |  |  |  |  |  |  |  |  |  |
| Autre Compétition        | 1970/71 | 1971/72 | 1972/73 | 1973/74 | 1974/75 |  |  |  |  |  |  |  |  |  |
| Skate Canada             |         |         |         | 6e      | 4e      |  |  |  |  |  |  |  |  |  |
|                          |         |         |         |         |         |  |  |  |  |  |  |  |  |  |